# مال‌خواست
مال‌خاست، روستایی است از توابع بخش چهاردانگه شهرستان ساری در استان مازندران ایران.

## جمعیت
این روستا در دهستان پشتکوه قرار داشته و براساس آخرین سرشماری مرکز آمار ایران که در سال ۱۳۹۵ صورت گرفته، جمعیت آن ۳۳۹نفر (۱۰۷خانوار) بوده‌است.
روستای مال‌خواست در سرشماری سال ۱۳۹۵
| شمار خانوار | جمعیت | زن  | مرد |
| ۱۰۷         | ۳۳۹   | ۱۷۹ | ۱۶۰ |

## کتب تاریخی
گریگوری ملگُنُف در سال ۱۸۵۸ و ۱۸۶۰ در پی انجام مأموریتی از سوی حکومت قفقاز (برای اجراء وصیت‌نامه پتر کبیر) به شمال ایران سفر کرد. در سفرنامهٔ او آنجا که مناطق مرزی هزارجریب را برمی‌شمارد، نام روستای «مال‌خواست» هم دیده می‌شود که آن را به صورت بالخاس می‌نویسد. وی از مرزهای هزارجریب چنین می‌نویسد: استان استرآباد، رود کوچک ساور در روستای کندو در نیم فرسنگی غرب رادکان، روستای برکوله (بارکلا) و نیلا (نیالا) در اشرف در نزدیکی جادهٔ شاهرود، روستای سرخ‌گریه(سرخ‌گریوه) و بالخاس (مال‌خواست) و چشمهٔ آروس (چشمهٔ آب شور روستای ارست یا همان باداب سورت) و چهارده (چهارده کلاته یا دیباج).

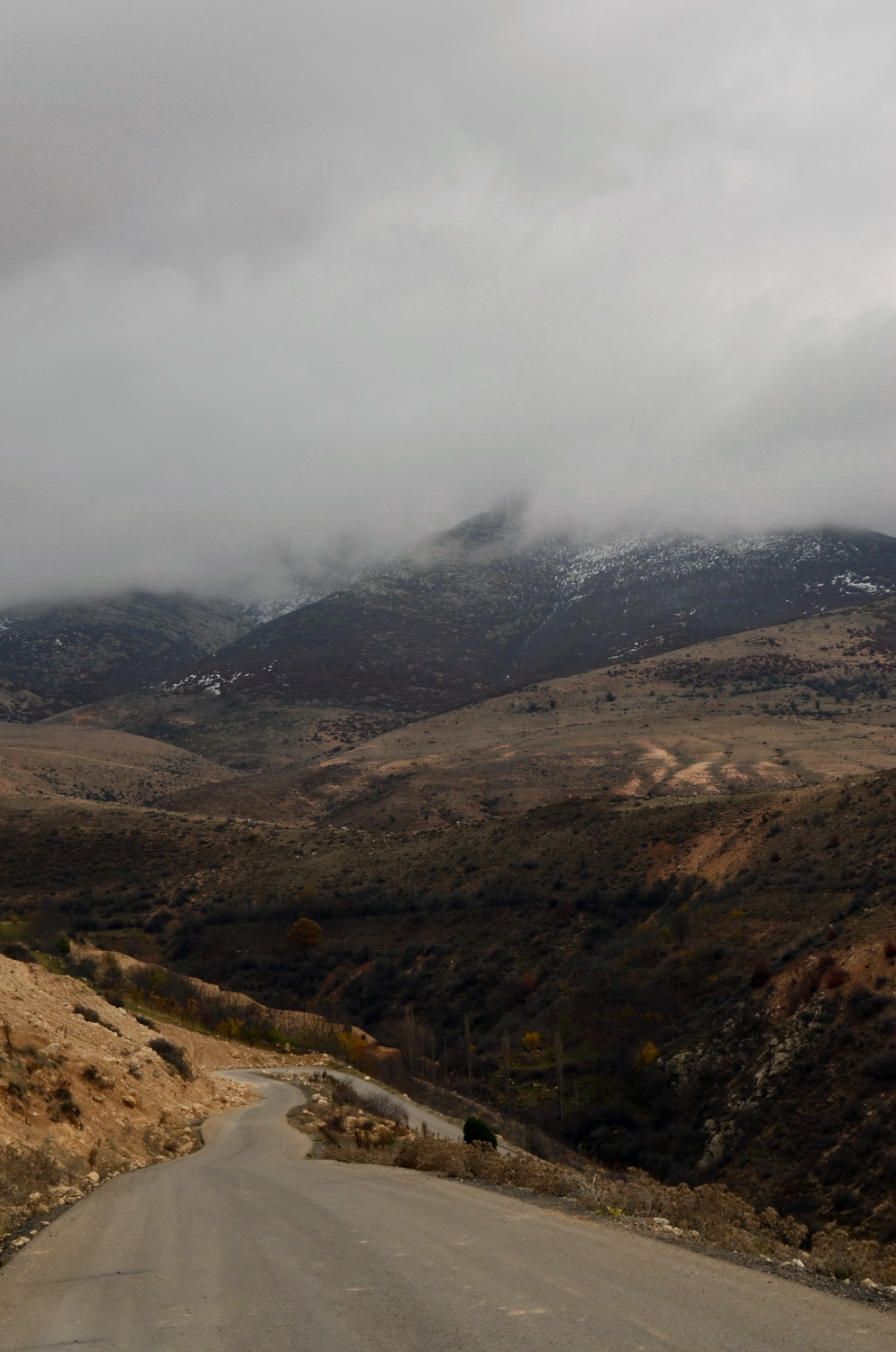
جاده مال‌خواست.